# Гошево
Гошево (бел. Гошава) — деревня в Дрогичинском районе Брестской области Белоруссии. Входит в состав Хомского сельсовета.

## География
Деревня находится в центральной части Брестской области, при автодороге Н-666, на расстоянии приблизительно 11 километров (по прямой) к северо-востоку от города Дрогичина, административного центра района. Абсолютная высота — 150 метров над уровнем моря. Площадь населённого пункта — 1,5475 км².

## История
По состоянию на 1905 год, в Гошеве проживало 522 человека. В административном отношении деревня входила в состав Хомской волости Кобринского уезда Гродненской губернии.
Согласно Рижскому мирному договору (1921), деревня вошла в состав межвоенной Польши. Входила в состав гмины Хомск Дрогичинского повета Полесского воеводства. В 1921 году числилось 604 жителя, проживавших в 98 домах. В этническом составе населения того периода белорусы составляли 98,2 %, евреи — 1 %. В конфессиональном составе населения преобладали православные христиане (99 %).
С 1939 года в БССР.

## Население
По данным переписи 2019 года, в деревне проживало 132 человека.
| Год  | Население, человек |
| ---- | ------------------ |
| 1905 | 522                |
| 1921 | ↗ 604              |
| 2009 | ↘ 232              |
| 2019 | ↘ 132              |